# Château de Cérons
Le Château de Cérons est l'une des premières chartreuses du bordelais, reprenant des éléments de style Louis XIV avec ses deux pavillons et son acrotère important.

## Localisation
Le château de Cérons est situé sur la commune de Cérons, à 35 km au sud de Bordeaux. Faisant face à l'église XIIe siècle, il fut bâti à l'emplacement de l'ancien village de Cérons. Sa position en bord de Garonne était importante lorsque les exportations de vin de Bordeaux se faisaient par le fleuve.

## Historique
Le château de Cérons, chartreuse de style classique, a été construit entre la fin du XVIIe et le début du XVIIIe siècle, par une famille de parlementaires bordelais, les Denys. Il fut la propriété de la famille de Calvimont aux XVIIIe et XIXe siècles. L'intérieur du château porte de nombreuses marques de la Révolution française qui poussa à l'exil les Calvimont. Vendu aux enchères à plusieurs reprises, le château de Cérons eut de nombreux propriétaires à la fin du XIXe siècle puis fut acquis par la famille Vaché. Roger Expert, architecte de renom de la première partie du XXe siècle, y passa la fin de sa vie et restaura la salle centrale du château. Pendant la Première Guerre mondiale, la partie nord sert d’hôpital militaire, principalement pour les victimes des gaz utilisés sur le front. En 1940, puis pendant la Guerre d'Algérie, le château accueillit des réfugiés.  
Le domaine est la propriété de la famille Perromat qui l'a acquis en 1958. C'est un château viticole produisant un vin liquoreux d'AOC Cérons ainsi que des vins rouges et blancs secs en appellation Graves.
L'édifice a été inscrit au titre des monuments historiques par arrêté du 19 août 2008 pour ses décors intérieurs, à savoir des sculptures, des menuiseries et des décors stuqués.
Propriété de Caroline et Xavier Perromat depuis 2012, le château est l'un des rares en Bordelais à produire les trois couleurs de vins. Le domaine est dans une démarche de culture raisonnée.
Le Château de cérons se distingue également par sa forte dimension oenotouristique et culturelle. Ouvert toute l'année, il propose des visites guidées, des dégustations ainsi que des évènements artistiques et musicaux. Il est labellisé Vignobles & Découvertes et s'engage activement pour une viticulture durable : travail des sols sans désherbants, haies pour la biodiversité, réduction de l'empreinte carbone, circuits courts.

## Terroir
L'appellation Cérons est caractérisé par un sol de grave et d'un sous-sol calcaire précieux pour la culture de la vigne. L'influence du Ciron permettant le développement du botrytis cinerea, nécessaire à la production du vin liquoreux est cependant moins importante qu'à Sauternes et Barsac. Le vin de Cérons est donc réputé pour sa fraîcheur en bouche et la richesse du fruit. Les parcelles de vignes du château de Cérons sont exclusivement situées sur le terroir de l'appellation, réparties principalement sur le plateau de Cérons. La surface du vignoble est de 30 hectares dont trois autour du château. 

## Vins
Les vins du château de Cérons sont produits à partir de sauvignon, sémillon et muscadelle pour les vins blancs, et à partir de merlot et cabernet sauvignon pour les vins rouges.